# 2-es busz (Balatonfüred)
A balatonfüredi 2-es jelzésű autóbusz az Újtelep – Óváros – Lakótelep – Hajóállomás – Autóbusz-állomás – Volán-telep útvonalon közlekedik. A vonalat a Volánbusz üzemelteti.

## Közlekedése
A reggeli csúcsidőben óránként, egyéb időszakban kétóránként közlekedik.

## Útvonala
| Újtelep → Óváros → Lakótelep → Hajóállomás → Autóbusz-állomás → Volán-telep |
| --- |
| Újtelep vá. – Vázsonyi út – Siske utca – Kossuth Lajos utca – Szent István tér – Ady Endre utca – Arad utca – Illés József utca – Nádor utca – Ady Endre utca – Perczel Mór utca – Köztársaság utca – Fürdő utca – Széchenyi István utca – Zákonyi Ferenc utca – Jókai Mór utca – Horváth Mihály utca – Castricum tér – Horváth Mihály utca – Jókai Mór utca – Ady Endre utca – Szent István tér – Kossuth Lajos utca – Dózsa György utca – Bajcsy-Zsilinszky utca – Volán-telep vá. |

## Megállóhelyei
| 0  | Újtelep végállomás              |                          | Papsokai templomrom |
| 1  | Vázsonyi utca                   | 1, 1B, 2B                | |
| 2  | Kossuth tér                     | 1, 1B, 2B, 3, 4          | Református templom, Evangélikus templom, Városi Könyvtár és Múzeum, Kossuth tér                                                                                            |
| 3  | Közösségi ház                   | 1, 1B, 2B, 3, 4          | Közösségi ház, Krisztus Király templom, Városháza, Posta, Kormányablak, Rendelőintézet, Vásárcsarnok, Református Általános Iskola, Szent István tér                        |
| 4  | Perczel Mór utca                | 1, 1B, 2B, 5, 6, 7       | Lóczy Lajos Gimnázium és Szakközépiskola |
| 5  | Illés utca                      | 1, 1B, 2B, 5, 6, 7       | Radnóti Miklós Általános Iskola |
| 6  | Csók utca                       | 1, 1B, 2B, 5, 6, 7       | |
| 8  | Zrínyi utca (aluljáró)          | 1, 1B, 2B                | |
| 9  | Lakótelep                       | 1, 1B, 2B                | Köztársaság lakótelep |
| 11 | Fürdő utca, üzletközpont        | 1, 1B, 2B                | Görög falu, Aquapark, Városi Sporttelep, Kemping és Üdülőfalu, Marina Center                                                                                               |
| 13 | Széchenyi sétány                | 1, 1B, 2B                | Flamingó Hotel, Hotel Füred |
| 15 | Zákonyi sétány                  | 1, 1B, 2B                | |
| 16 | Hajóállomás                     | 1, 1B, 2B                | Hajóállomás, Jókai Múzeum, Kossuth-forrás, Anna Grand Hotel, Állami Szívkórház, Amazonas Múzeum, Kerektemplom, Hotel Blaha Lujza, Vitorlázeum, Tagore sétány, Vitorlás tér |
| 18 | Horváth Mihály utca             | 1, 1B, 2B, 3, 4, 5, 6, 7 | Rádiómúzeum |
| 19 | Autóbusz-állomás (vasútállomás) | 1, 1B, 3, 4, 5, 6, 7     | Balatonfüred Autóbusz-állomás, Vasútállomás, Castricum tér |
| 22 | Horváth Mihály utca             | 1, 1B, 2B, 3, 4, 5, 6, 7 | Rádiómúzeum |
| 23 | Nádor utca                      | 1                        | Nagy Imre park |
| 24 | Perczel Mór utca                | 1, 1B, 2B, 5, 6, 7       | Lóczy Lajos Gimnázium és Szakközépiskola |
| 25 | Közösségi ház                   | 1, 1B, 2B, 3, 4          | Közösségi ház, Krisztus Király templom, Városháza, Posta, Kormányablak, Rendelőintézet, Vásárcsarnok, Református Általános Iskola, Szent István tér                        |
| 27 | Kossuth tér                     | 1, 1B, 2B, 3, 4          | Református templom, Evangélikus templom, Városi Könyvtár és Múzeum, Kossuth tér                                                                                            |
| 28 | Volán-telep végállomás          | 1, 3, 4                  | Volán-telep, Temető |